# Eumig & Chinon
Christian Kastbjerg, bedre kendt som Eumig & Chinon er en Pop/House/Club-producer fra Danmark.